# 危機上身
《危機上身》（英語：No Good Deed）是一部2002年德美合拍的犯罪驚悚片，改編自達許·漢密特的1924年短篇小說〈特克街的房子〉。電影由鮑伯·瑞佛森執導（最後一部長片作品），山繆·傑克森、蜜拉·喬娃薇琪和史戴倫·史柯斯嘉主演。劇情講述一名警探遭一支犯罪小隊扣為人質，但對方組織老大的女友卻對該名警探產生興趣。
電影2002年6月29日在第24屆莫斯科國際影展上首映，2003年9月12日在美國有限上映。

## 演員
- 山繆·傑克森飾演傑克·佛萊爾
- 蜜拉·喬娃薇琪飾演艾琳
- 史戴倫·史柯斯嘉飾演泰隆·阿伯內西
- 道格·休奇森飾演何普
- 喬思·艾克蘭飾演托馬斯·誇爾先生
- 格蕾丝·扎布里斯基飾演凱倫·誇爾夫人

## 家庭媒體
《危機上身》在美國2003年11月11日發行DVD版本，藍光光碟則於2015年7月7日上市。

## 外部連結
- 互联网电影数据库（IMDb）上《危機上身》的资料（英文）
- AllMovie上《危機上身》的资料（英文）
- 爛番茄上《危機上身》的資料（英文）
- Box Office Mojo上《危機上身》的資料（英文）